# Beauplan River
Der Beauplan River ist ein Zufluss des Blenheim River im Norden von Dominica im Parish Saint Andrew.

## Geographie
Der Beauplan River entspringt am Osthang des Morne Turner auf ca. 600 m über dem Meer (An der Grenze zum Parish Saint John) und fließt nach Norden. Er nimmt einige kleinere Zuflüsse, unter anderem aus Maikay Estate (w, l), auf. Er durchquert Chillenbain Estate und Beauplan Estate. Östlich von La Source mündet er an einer großen Südschleife des Blenheim River in denselben. Westlich schließt sich das Einzugsgebiet der Moutine Ravine und Dunkin Ravine an und östlich das Einzugsgebiet des Bras de Fort River (Batibou River).
Der Bach ist ca. 8,4 km lang.